# 講談社の動く図鑑 MOVE
『講談社の動く図鑑 MOVE』（こうだんしゃのうごくずかん ムーブ）は、講談社が発行する日本の学習図鑑のレーベル。

## 概要
2011年7月15日に『動物』『昆虫』『恐竜』の3タイトルで創刊。判型はAB判で、各巻とも必ず図鑑の主題と関連する映像を収録したDVDが付録となっている。付録DVDの映像制作はNHKエンタープライズが担当しており、映像素材は「NHKスペシャル」や「ダーウィンが来た!」などのNHK放送番組を再編集したものだけでなく、付録DVD用に新規撮影されたものもある。
2014年には学研教育出版（のち学研プラス→Gakken）が「MOVE」と同コンセプトの「学研の図鑑LIVE」を創刊したのを始め「小学館の図鑑NEO」もDVDを付録とした新装版の刊行を開始するなど相次いで「MOVE」に追随している。
編集面では網羅性よりも『動物』ならばライオンを2ページ分で取り上げるなど、各巻ごとの主題で重点を置いて取り上げるテーマを設定した編集が為されている。そのため、取り上げる種は競合他社の図鑑よりも少なめになっている場合がある。ビジュアル重視のレイアウトは、担当編集者の森定泉が小学生の頃に科学雑誌『ニュートン』の創刊号を読んで衝撃を受けた体験が基になっているという。
公式サイトやTwitterでは、新刊情報や既刊の紹介と合わせて科学分野を中心に新発見や各地の動物園、水族館から提供された話題を取り上げている。

### 関連レーベル
サブレーベルにタイトルが「〜のふしぎ」となっているWONDER MOVE（ワンダームーブ）があり、体系的な網羅に適さない動物の生態や人体の構造、自然現象などを主題とする場合に使用される。
2015年には本レーベルのノウハウを導入した学習漫画・MOVE COMICS（ムーブコミックス）が派生レーベルとして発刊しており、図鑑と同様にNHKエンタープライズ制作の映像を収録したDVDが付録となっている。
2017年2月より、イラストや写真がプリントされたシールが付属しているシールブック、MOVE あそべるずかんが発刊された。
2017年6月よりEX MOVE（イーエックスムーブ）レーベルを開始。販売サイトでは「MOVE＝動きのなかでExtreme（極限）の世界をExplore（探険）して、自然や生きもののExpertose（専門知識）を伝えていきます。」と記されている。
2019年からはポケットサイズのMOVE mini（ムーブミニ）を発刊。DVDは付属していないが、対応アプリによりスマートフォンやタブレットを通じて図鑑を閲覧できる。

### コラボレーション
2015年からヨシリツの組み立てブロック「LaQ」とコラボレーションを実施しており「MOVE」の既刊をベースにしたオリジナルの組み立て作品を審査する「LaQ×MOVE作品コンテスト」が開催されている。

## 沿革
講談社では1953年に創刊した「講談社の学習図鑑」およびその後継レーベルとして1959年に創刊した「講談社の学習大図鑑」などの学習図鑑を刊行していたが、これらのレーベルは1956年に創刊した「小学館の学習図鑑」に大きく水をあけられたため1960年代半ばに撤退し、小学館と学習研究社（当時）の二強体制となった1970年代は両社との競合が少ない幼児向けの図鑑を中心に刊行していた。
1980年代には小学生を主な読者層とする「講談社カラー科学大図鑑」、中学生以上を主な読者層とする「原色細密生態図鑑」などの学習図鑑で再参入している。1990年代には「カラー科学大図鑑」の後継レーベルとして「講談社パノラマ図鑑」を刊行したが、市場シェアは「小学館の学習百科図鑑」やその対抗馬の「学研の図鑑」に比べて小さく、1993年刊の第28巻「科学あそび」を最後に刊行を終了、再度の撤退となった。
2009年初め、児童書第二出版部（当時）の編集者であった森定泉は学習図鑑への再参入を発案し、独力での編集作業を経て2年半後の2011年7月15日に「MOVE」を創刊した。レーベルの基本コンセプトは「動く学習図鑑」であり、各巻とも必ず付録DVDを添付していることがレーベル名「MOVE」の由来ともなっている。
創刊から2年でシリーズ累計100万部を突破し、2013年には「小学館の図鑑NEO」や「ニューワイド学研の図鑑」などの競合レーベルを抑えて市場シェア第1位を獲得した。発行元の講談社では、DVDを付録にしたことで従来の中心読者層であった小学生だけでなく未就学児にも市場を拡大することが出来た点が主な成功要因であったと分析している。
2015年より、毎年7月に既刊のフォローアップや夏休みの課題支援を主な目的とする「特別号」が刊行されている。特別号は付録DVDが無い代わりに、スマートフォンを通したAR機能でスペシャル映像が視聴可能となっている。

## 各巻

### MOVEシリーズ
- 刊行順。「DVD」の欄は付録DVDの収録時間を表す（付属するが時間が不明な場合は「○」、付属無しは「－」）。
新訂版が刊行されているものは黄色、新訂版は赤色で示す。

| タイトル                                  | DVD   | 発売日         | ISBN                   | 備考                                           |
| ----------------------------------------- | ----- | -------------- | ---------------------- | ---------------------------------------------- |
| 動物                                      | 92分  | 2011年7月15日  | ISBN 978-4-06-216210-4 | 2015年に新訂版                                 |
| 恐竜                                      | 48分  | 2011年7月15日  | ISBN 978-4-06-216209-8 | 2016年に新訂版                                 |
| 昆虫                                      | 69分  | 2011年7月15日  | ISBN 978-4-06-216789-5 | 2018年に新訂版                                 |
| 鳥                                        | 68分  | 2011年11月10日 | ISBN 978-4-06-216211-1 | 2023年に新訂版                                 |
| 大自然のふしぎ                            | 71分  | 2012年6月15日  | ISBN 978-4-06-217636-1 | WONDER MOVE                                    |
| 魚                                        | 63分  | 2012年6月15日  | ISBN 978-4-06-217635-4 | 2016年に新訂版                                 |
| 宇宙                                      | 58分  | 2012年11月17日 | ISBN 978-4-06-218049-8 | 2019年に新訂版                                 |
| 人体のふしぎ                              | 57分  | 2013年6月21日  | ISBN 978-4-06-218242-3 | WONDER MOVE、2020年に新訂版                    |
| は虫類・両生類                            | 59分  | 2013年6月21日  | ISBN 978-4-06-218409-0 | 2023年に新訂版                                 |
| 生きもののふしぎ                          | 64分  | 2014年6月12日  | ISBN 978-4-06-219014-5 | WONDER MOVE、LaQ付き特装版あり、2021年に新訂版 |
| 植物                                      | 59分  | 2014年6月12日  | ISBN 978-4-06-219009-1 | 2024年に新訂版                                 |
| 星と星座                                  | 60分  | 2015年6月18日  | ISBN 978-4-06-219487-7 |                                                |
| 鉄道                                      | 55分  | 2015年6月18日  | ISBN 978-4-06-219483-9 | 2019年に新訂版                                 |
| 新発見の恐竜大集合!                       | －    | 2015年7月29日  | ISBN 978-4-06-219648-2 | 特別号、スペシャルゲスト・さかなクン           |
| 動物 新訂版                               | 111分 | 2015年11月19日 | ISBN 978-4-06-219822-6 | 2011年刊の新訂版、2024年に新訂二版             |
| 危険生物                                  | 55分  | 2016年6月24日  | ISBN 978-4-06-220092-9 | 2021年に新訂版                                 |
| 恐竜 新訂版                               | 61分  | 2016年6月24日  | ISBN 978-4-06-220103-2 | 2011年刊の新訂版、2024年に新訂二版             |
| 魚 新訂版                                 | 81分  | 2016年6月24日  | ISBN 978-4-06-220106-3 | 2012年刊の新訂版                               |
| 火山のふしぎ 富士山は本当に爆発するのか!? | －    | 2016年7月29日  | ISBN 978-4-06-220162-9 | 特別号                                         |
| まるみえ図鑑                              | 65分  | 2016年11月25日 | ISBN 978-4-06-220353-1 | WONDER MOVE                                    |
| 古代文明のふしぎ                          | 71分  | 2017年6月23日  | ISBN 978-4-06-220642-6 | WONDER MOVE                                    |
| 深海の生きもの                            | 36分  | 2017年6月23日  | ISBN 978-4-06-220583-2 | EX MOVE                                        |
| 乗りもの                                  | 62分  | 2017年11月22日 | ISBN 978-4-06-220867-3 |                                                |
| 昆虫 新訂版                               | 79分  | 2018年6月28日  | ISBN 978-4-06-512221-1 | 2011年刊の新訂版                               |
| 猛毒の生きもの                            | 34分  | 2018年6月28日  | ISBN 978-4-06-511865-8 | EX MOVE                                        |
| 水の中の生きもの                          | 55分  | 2018年6月28日  | ISBN 978-4-06-221029-4 |                                                |
| 世界遺産                                  | 60分  | 2018年11月28日 | ISBN 978-4-06-513763-5 |                                                |
| 宇宙 新訂版                               | 73分  | 2019年3月16日  | ISBN 978-4-06-514971-3 | 2012年刊の新訂版                               |
| 鉄道 新訂版                               | 55分  | 2019年11月21日 | ISBN 978-4-06-517623-8 | 2015年刊の新訂版                               |
| 科学のふしぎ                              | 63分  | 2019年11月21日 | ISBN 978-4-06-514861-7 |                                                |
| 恐竜2 最新研究                            | 25分  | 2020年2月20日  | ISBN 978-4-06-518667-1 | 2023年に新訂版                                 |
| オリンピック パラリンピック大図鑑         | ○     | 2020年3月19日  | ISBN 978-4-06-517624-5 |                                                |
| 大むかしの生きもの                        | 51分  | 2020年6月27日  | ISBN 978-4-06-518985-6 |                                                |
| 地球のふしぎ                              | 50分  | 2020年11月30日 | ISBN 978-4-06-519967-1 |                                                |
| 人体のふしぎ 新訂版                       | 69分  | 2020年11月30日 | ISBN 9784065208168     | 2013年刊の新訂版                               |
| 小学生のずかん                            | 65分  | 2021年3月19日  | ISBN 978-4-06-522493-9 | 真島ヒロがイラストを担当                       |
| 危険生物 超クイズ図鑑                     | －    | 2021年3月19日  | ISBN 978-4-06-522495-3 | 判型は他の本よりも小さいA6                     |
| まぼろしの生きもの                        | ○     | 2021年6月26日  | ISBN 978-4-06-521574-6 | EX MOVE                                        |
| 危険生物 新訂版                           | 74分  | 2021年6月26日  | ISBN 978-4-06-523076-3 | 2016年刊の新訂版                               |
| 生きもののふしぎ 新訂版                   | 77分  | 2021年11月18日 | ISBN 978-4-06-525715-9 | 2014年刊の新訂版                               |
| あつまれ どうぶつの森 島の生きもの図鑑    | 57分  | 2022年7月29日  | ISBN 978-4-06-527328-9 | 『あつまれ どうぶつの森』とのタイアップ本      |
| 日本の歴史                                | 71分  | 2022年11月9日  | ISBN 978-4-06-526446-1 |                                                |
| 世界の探検                                | ○     | 2023年6月23日  | ISBN 978-4-06-530356-6 |                                                |
| は虫類・両生類 新訂版                     | 68分  | 2023年6月23日  | ISBN 978-4-06-532158-4 | 2013年刊の新訂版                               |
| 鳥 新訂版                                 | 94分  | 2023年11月30日 | ISBN 978-4-06-530089-3 | 2011年刊の新訂版                               |
| 恐竜2 最新研究 新訂版                     | 38分  | 2023年11月30日 | ISBN 978-4-06-532918-4 | 2020年刊の新訂版                               |
| 植物 新訂版                               | 66分  | 2024年6月21日  | ISBN 9784065344286     | 2014年刊の新訂版                               |
| 動物 新訂二版                             | ○     | 2024年6月21日  | ISBN 9784065356319     | 2015年刊の新訂二版                             |
| 恐竜 新訂二版                             | 72分  | 2024年11月28日 | ISBN 9784065369678     | 2016年刊の新訂二版                             |

### MOVEはじめてのずかん
| タイトル                          | DVD  | 発売日        | ISBN                   | 備考 |
| --------------------------------- | ---- | ------------- | ---------------------- | ---- |
| はじめてのずかん みぢかないきもの | 30分 | 2018年3月15日 | ISBN 978-4-06-221005-8 |      |
| はじめてのずかん きょうりゅう     | 25分 | 2019年3月16日 | ISBN 978-4-06-514970-6 |      |
| はじめてのずかん どうぶつ         | ○    | 2020年3月19日 | ISBN 978-4-06-518665-7 |      |
| はじめてのずかん こんちゅう       | ○    | 2021年6月26日 | ISBN 978-4-06-523405-1 |      |
| はじめてのずかん さかな           | ○    | 2022年6月24日 | ISBN 978-4-06-526717-2 |      |
| はじめてのずかん しょくぶつ       | 33分 | 2023年3月24日 | ISBN 978-4-06-530180-7 |      |
| はじめてのずかん のりもの         | ○    | 2024年6月21日 | ISBN 9784065347539     |      |
| はじめてのずかん うちゅう         | ○    | 2025年6月20日 | ISBN 9784065394458     |      |

### MOVEmini
| タイトル         | DVD | 発売日         | ISBN                   | 備考 |
| ---------------- | --- | -------------- | ---------------------- | ---- |
| 動物             | －  | 2019年7月1日   | ISBN 978-4-06-516381-8 |      |
| 恐竜             | －  | 2019年7月1日   | ISBN 978-4-06-516327-6 |      |
| 昆虫             | －  | 2019年7月3日   | ISBN 978-4-06-516391-7 |      |
| 星と星座         | －  | 2019年11月21日 | ISBN 978-4-06-517593-4 |      |
| 危険生物         | －  | 2019年11月21日 | ISBN 978-4-06-517594-1 |      |
| 植物             | －  | 2020年7月17日  | ISBN 978-4-06-520252-4 |      |
| 魚               | －  | 2020年7月17日  | ISBN 978-4-06-520258-6 |      |
| 鳥               | －  | 2020年12月4日  | ISBN 978-4-06-521386-5 |      |
| 鉄道             | －  | 2020年12月4日  | ISBN 978-4-06-521123-6 |      |
| は虫類・両生類   | －  | 2021年7月19日  | ISBN 978-4-06-524140-0 |      |
| 水の中の生きもの | －  | 2021年8月2日   | ISBN 978-4-06-524141-7 |      |
| 宇宙             | －  | 2021年11月25日 | ISBN 978-4-06-525065-5 |      |
| 人体のふしぎ     | －  | 2022年12月1日  | ISBN 978-4-06-529769-8 |      |

### MOVE あそべるずかん
| タイトル                                                  | DVD | 発売日        | ISBN                   | 備考 |
| --------------------------------------------------------- | --- | ------------- | ---------------------- | ---- |
| はって はがせる！ シールずかん きょうりゅう               | －  | 2017年2月24日 | ISBN 978-4-06-220460-6 |      |
| さかなクンの はって はがせる！ おさかなシールあそびずかん | －  | 2018年7月12日 | ISBN 978-4-06-512447-5 |      |
| 恐竜 化石発掘スクラッチえほん                             | －  | 2018年7月30日 | ISBN 978-4-06-512222-8 |      |
| うつくしい昆虫 スクラッチえほん                           | －  | 2019年2月4日  | ISBN 978-4-06-514203-5 |      |
| ひみつスコープでたんけんだ！ 深海の生きもの               | －  | 2019年8月28日 | ISBN 978-4-06-516529-4 |      |
| ひみつスコープでたんけんだ！ 恐竜ワールド                 | －  | 2020年5月28日 | ISBN 978-4-06-519373-0 |      |